# Gestreepte bosvalk
De gestreepte of roodhalsbosvalk (Micrastur ruficollis) is een roofvogel uit de familie van Valkachtigen.

## Uiterlijk
De bovenzijde van het lichaam is roodbruin gekleurd, de kruin en nek zijn grijsbruin en de onderzijde van het lichaam witgekleurd met zwarte strepen. Verder heeft deze bosvalk grijsbruine vleugels, een zwarte staart en een gele gezichtshuid. De vogel heeft een lengte van 31 tot 38 cm en een gewicht van 150 tot 225 gram.

## Voedsel
Kleine vogels, knaagdieren en hagedissen zijn de belangrijkste prooidieren die op het menu van deze bosvalk staan.

## Leefwijze
De gestreepte bosvalk is een vrij algemene soort. Dit dier jaagt vliegend of doet uitvallen vanaf een zitplaats op prooidieren. Wanneer een groepje vogels langs vliegt, gaat deze valk er vaak snel op af in een poging een vogel te verrassen en te doden. Ook vangt de gestreepte bosvalk vanuit dekking vogels die trekmieren volgen op zoek naar voedsel. Zelden wordt de beschutting van het regenwoud verlaten. Het is een standvogel.

## Verspreiding en leefgebied
De gestreepte bosvalk is een bewoner van de tropische regenwouden van Latijns-Amerika en telt zes ondersoorten:
- M. r. guerilla: van Mexico tot Nicaragua.
- M. r. interstes: van Costa Rica tot westelijk Colombia en Ecuador.
- M. r. zonothorax: van oostelijk Colombia en noordelijk Venezuela tot Bolivia.
- M. r. concentricus: zuidelijk Venezuela, de Guyana's en het Amazonebekken.
- M. r. ruficollis: oostelijk Brazilië, Paraguay en noordelijk Argentinië.
- M. r. olrogi: noordwestelijk Argentinië.

## Status
De grootte van de populatie is in 2019 geschat op 0,5-5 miljoen volwassen vogels. Op de Rode lijst van de IUCN heeft deze soort de status niet bedreigd.